# Czerwony Potok (dopływ Kamiennej)
Czerwony Potok (niem. Rotes Floss) – potok górski, lewy dopływ Kamiennej.
Potok płynie w Górach Izerskich. Powstaje z połączenia wielu drobnych, bezimiennych strumieni, których źródła znajdują się na południowych zboczach Wysokiego Grzbietu, poniżej Zwaliska i Rozdroża pod Zwaliskiem. Płynie na południe, mijając Czerwone Skałki. W dolnym biegu potok przecina linia kolejowa nr 311 z Jeleniej Góry do Jakuszyc i dalej do Harrachova. Uchodzi do Kamiennej pomiędzy Jakuszycami a Szklarską Porębą Górną. Płynie po granicie i jego zwietrzelinie. Cały obszar zlewni Czerwonego Potoku porośnięty jest górnoreglowymi lasami świerkowymi, częściowo zniszczonymi i odnowionymi poprzez nowe zalesienia.